# Batuhan Şen
Batuhan Ahmet Şen (* 3. Februar 1999 in Bakırköy, Provinz Istanbul) ist ein türkischer Fußballtorhüter. Er steht seit 2016 bei Galatasaray Istanbul unter Vertrag und ist momentan an den Zweitligisten Kocaelispor verliehen.

## Karriere

### Verein
Şen begann mit dem Vereinsfußball 2011 in der Jugendabteilung von Galatasaray Istanbul. Nach fünf Jahren erhielt er bei den Gelb-Roten einen Profivertrag. Sein erstes Pflichtspiel erfolgte am 29. Januar 2019 im Achtelfinale des türkischen Pokals gegen Boluspor. Während der Saison 2020/21 wurde der Torhüter an den Drittligisten Hekimoğlu Trabzon ausgeliehen. In der nachfolgenden Spielzeit folgte erneut ein weiteres Leihgeschäft zum Zweitligisten Menemenspor. Im August 2022 folgte für Şen wieder eine Leihe, dieses Mal zu Fatih Karagümrük SK. Sein Debüt in der Süper Lig machte der Torhüter am 25. Dezember 2022 gegen Adana Demirspor. Auch zur folgenden Saison ging es wieder leihweise zu Gaziantep FK und der Torhüter bestritt dort weitere vier Erstligaspiele. Nach seiner Rückkehr zu Galatasaray kam er ein halbes Jahr zu keiner weiteren Partie und so nahm ihn im Januar 2025 Zweitligist Kocaelispor leihweise unter Vertrag.

### Nationalmannschaft
Von 2012 bis 2019 absolvierte der Torwart insgesamt 28 Partien für diverse türkische Jugendnationalmannschaften. Bei der U-19-Europameisterschaft 2018 in Finnland stand er zwar im Kader der Auswahl, kam dort jedoch zu keinem Einsatz.

## Erfolge
- Türkischer Pokalsieger: 2019